# António dos Santos (Politiker)

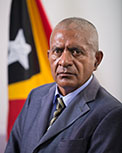
António dos Santos

António dos Santos, Kampfname 55, (* 1. März 1960 in Poetete, Portugiesisch-Timor) ist ein Politiker aus Osttimor. Er ist Mitglied der Partei FRETILIN und Koordinator des Zentralkomitees der FRETILIN in der Gemeinde Ermera.

## Werdegang
Santos absolvierte das zweite Jahr der Vorbereitungsschule für Techniker. 2012 wurde er Abgeordneter im Nationalparlament Osttimors und hier Mitglied der Kommission für konstitutionelle Angelegenheiten, Justiz, Öffentliche Verwaltung, lokale Rechtsprechung und Korruptionsbekämpfung (Kommission A). Bei den Parlamentswahlen in Osttimor 2017 gelang Santos auf Listenplatz 15 der FRETILIN der Wiedereinzug. Er war nun Mitglied in der Kommission für Infrastruktur, Transport und Kommunikation (Kommission E). Da die Minderheitsregierung von FRETILIN und PD sich im Parlament nicht durchsetzen konnte, löste es Präsident Francisco Guterres auf und rief zu Neuwahlen auf. Santos gelang bei der vorgezogenen Wahl am 12. Mai 2018 auf Platz 22 der FRETILIN-Liste der erneute Einzug ins Parlament. Santos wurde Mitglied der Kommission für Wirtschaft und Entwicklung (Kommission D).
Bei den Parlamentswahlen 2023 trat Santos nicht mehr an.

## Auszeichnung
2015 erhielt Santos, in Vertretung der Mitglieder der Gruppe, die den Unabhängigkeitsführer Nino Konis Santana zwischen 1993 und 1998 in Loblala (Suco Poetete Vila) unter einem Wohnhaus versteckt hielten, den Ordem de Timor-Leste. Träger der Auszeichnung sind alle Gruppenmitglieder gemeinsam.